# Wasted (Juice Wrld)
Wasted è un singolo del rapper statunitense Juice Wrld pubblicato il 10 luglio 2018 come quarto estratto dal suo primo album in studio, Goodbye & Good Riddance.

## Tracce
Testi e musiche di Jarad Anthony Higgins, Symere Bysil Woods e Chris Barnett.
1. Wasted (feat. Lil Uzi Vert) – 4:18